# ハディース
ハディース（الحديث al-ḥadīth（伝承） 発音）は、イスラム教の預言者ムハンマドの言行録。クルアーンがムハンマドへの啓示というかたちで天使を通して神が語った言葉とされるのに対して、ハディースはムハンマド自身が日常生活の中で語った言葉やその行動についての証言をまとめたものである。クルアーンが第一聖典であり、ハディースが第二聖典とされる。ただし、ハディースの一部はクルアーンよりも優先されると考えられるときがある。クルアーンと異なり、一冊の本にまとまっているような類のものではない。伝えられる言行一つ一つがハディースである。
また、ハディースの内容は預言者ムハンマドや教友（サハーバ）たちなどの日常生活や信仰に関わる様々なことについて体験したことを述べられており、礼拝方法から用便の所作、戦争にいたるまでムスリムの信仰生活について広範な規範・遵守すべき慣行（スンナ）を提示している。このためハディースはイスラーム法（シャリーア）上、クルアーンと並ぶ重要な法源として位置付けられている。スンナ派やシーア派、さらにイスラーム法学派ごとに採用されるハディース、およびハディース集成書に違いがある。9世紀頃、アッバース朝ではブハーリーやイブン・ハンバルなど有名なハディース学者、法学者たちによって様々な形式のハディース集成書が多数編纂された。
なお、ハディース批判はイスラム教の歴史において、最も初期の段階から活発であったが、ハディースの正当性や権威を否定する動きとしてはハディース批判、またはクルアーン主義という思想も存在する。

## 特徴
ハディースは、個々の伝承についての内容である「本文」（متن Matn, マトン）とそれに附随して伝承者たちの名前を列記した「伝承経路」（إسناد isnād, イスナード）の二つの部分から成り立っている。すなわち、「ムハンマドが○○と言った、とAが言った、とBが言った、とCが言った、とDが言った」と言う形で伝えられる（実際にははるかに長くまた複雑であるが）。この「」内全てが「ハディース」となる。情報が常に出典つきで伝えられることとなるため、その信頼性が吟味しやすい。当然、同じ内容で違う経路を持つハディースが存在することとなるが、これが信頼性の面で大きな意味を持つ。
この研究を行うハディース学は、実証主義的な歴史学の源流の一つとも言われる。ハディース学上、ハディースの種類についてはその信憑性によって、サヒーフ（真正）、ハサン（良好）、ダイーフ（脆弱）の3つのグループに大別される。特にハディース学者によって「真正」のものと判別されたハディースは『真正集』（Jāmi‘ Ṣaḥīḥ）として編纂された。スンナ派ではブハーリーとムスリム・イブン・ハッジャージュの『真正集』が最も権威の高いハディース集成として、その真正がムスリム共同体内部で合意（イジュマー）を得て来た。
また、ハディースの役割として、支配地域の宗教や信仰の内容を取り入れるという側面もあった。これはアラブ征服時代などでイスラーム政権の支配に下った地域において「異教徒の改宗」の過程について間接的に知る手掛かりとなると考えられている。例えば、『マタイ福音書』所収のイエスによる「ぶどう園のたとえ話」とそっくりの内容を、ムハンマドが説教している箇所がハディースにはある。またイエスの十字架上の言葉である
「父よ、彼らをおゆるしください。彼らは何をしているのか、わからずにいるのです」(口語訳『ルカ福音書』23:34)
という言葉もハディースで登場する。これはモーセの言葉として紹介され、さらにその姿がムハンマドと重なって見えるという内容である。アル＝ブハーリー『真正集』「背教者と反抗者に悔い改めを求めること、および彼らと戦うこと」五の一には次のようにある。
「アブド・アッラー・ブン・マスウードは言った。わたしは今なお預言者（＝ムハンマド）の姿をまのあたり見る思いがするが、彼は、自分の民に打たれ、傷つけられ、滴る血を顔から拭いながら『主よ、わたしの民をお赦し下さい、彼らはなすべきことを知らないのですから』と言った預言者ムーサー（モーセ）のようであった、と」
特に、ハディースの信憑性を判断する等級のうち、ダイーフ（脆弱）以下の「偽ハディース」の類いが流布される場合、その土地ごとに見られる政治的宗教的問題を預言者などのハディースに仮託して正統化したりあるいは反発したりしている面が現在の歴史学や社会学方面のハディース研究で指摘されており、近年、これらの「偽ハディース」の思想的・社会的影響についても注目されるようになって来ている。
ハディースは一つ一つが非常に長い。しかも、様式を見ればわかるとおり原則口伝であったため、優秀な信徒・ウラマー・研究者となるためには高い暗記力が要求された。このため、イスラーム圏において暗記力が尊ばれる一因となっている。

## 代表的なハディース集成書
- スンナ派の六大真正ハディース集成書（六書）。主に9世紀から10世紀に編纂された。
  - アル＝ブハーリー（870年没）　『真正集』（al-Ṣaḥīḥ）
  - ムスリム・イブン・ハッジャージュ（875年没）　『真正集』（al-Ṣaḥīḥ）
  - アブー・ダーウード（888年没）　『スナン』（al-Sunan）　
  - アル＝ティルミズィー（892年没）　『スナン』（al-Jāmi‘）
  - イブン・マージャ（896年没）　『スナン』（al-Sunan）
  - アル＝ナサーイー（915年没）　『スナン』（al-Sunan）

- シーア派の四大ハディース集成書（四書）。主に10世紀から11世紀に編纂された。
  - アル＝クライニー（941年没）　『カーフィーの書』
  - イブン・バーバワイヒ（991年没）　『法学者不在のとき』　
  - アル＝トゥースィー（1067年没）　『律法規定の修正』、『異論伝承に関する考察』

- その他の著明な人物によるハディース集成書。
  - イブン・ハンバル　『ムスナド』（al-Musnad）

## 日本語訳
- 『ハディース　イスラーム伝承集成』 牧野信也訳、中央公論社（上中下）、1993-94年 / 中公文庫（全6巻）、2001年
アル＝ブハーリー『真正集』の日本語訳
- 『日訳サヒーフ・ムスリム 預言者正伝集』全3巻、磯崎定基・飯森嘉助・小笠原良治訳
日本サウディアラビア協会（非売品）、1987-89年、日本ムスリム協会、2001年（第1巻は電子書籍化、2013年）
ムスリム・イブン・ハッジャージュ『真正集』の日本語訳
- 『ムハンマドのことば　ハディース』 小杉泰編訳、岩波文庫、2019年

## 関連文献
- 牧野信也『イスラームの原点－コーランとハディース』中央公論社、1996年。ISBN 4120026353。

### スンナ派のハディース

#### サヒーフ・ムスリム日本語訳（日本ムスリム協会）
- サヒーフ・ムスリム　ハディース検索/日本ムスリム協会（Web検索が可能）

#### サヒーフ・アル＝ブハーリー日本語訳（牧野信也・訳）
- 神の唯一性（五分の一）・ブハーリーの編纂したハディース
- 神の唯一性（五分の二）・ブハーリーの編纂したハディース
- 神の唯一性（五分の三）・ブハーリーの編纂したハディース
- 神の唯一性（五分の四）・ブハーリーの編纂したハディース
- 神の唯一性（五分の五）・ブハーリーの編纂したハディース

- 夢の解釈（二分の一）・ブハーリーの編纂したハディース
- 夢の解釈（二分の二）・ブハーリーの編纂したハディース